# Karel Veselý-Jilemský
Karel Veselý-Jilemský (* 26. srpna 1915 Spačice – 24. března 1945 Horní Bradlo) byl český hudební skladatel – kapelník, učitel hudby, vedoucí chrámového sboru.

## Život
Většinu svého života prožil v obci Jilem na Havlíčkobrodsku – odtud jeho umělecký pseudonym Jilemský. V hudbě byl samoukem. Za svůj krátký život zkomponoval několik desítek písní v lidovém duchu, které v jeho době byly velmi oblíbené. Mnoho jich bylo vydáno na gramofonových deskách Ultraphon a Esta a často je hrál i Československý rozhlas. Notové party pak pravidelně vydávalo pražské nakladatelství Vodička. Před 2. sv. válkou byly jeho písničky součástí repertoáru kapel F. A. Tichého, Viplera, Berky, Kozderky a dalších.
Zemřel tragicky 24.3.1945 při partyzánské akci u Horního Bradla (omylem ho zastřelili partyzáni, když se vracel přes Horní Bradlo z návštěvy u snoubenky Blaženy Paulusové v Proseči u Seče). Je pohřben na Starém hřbitově v Čachotíně.

## Dílo (výběr písní)
- Když bývám sám
- Mařenka z hospůdky
- Na našem bále
- Až valčík dohrajou
- Nesmíš plakat
- Mazlíček
- Vždyť my si zvyknem
- Dnes večer kapelo
- Jiřiny bílé
- Nestyď se děvčátko
- Zaťukám na vaše vrátka
- Já už nevěřím
- Cestička za humnama
- Čerti s námi melou
- Vždy výš
- Už bílé mlhy jdou